# Historia de Inglaterra
Inglaterra es el territorio más extenso y poblado del Reino Unido. Habitada por pueblos celtas desde el siglo V a. C., fue colonizada por los romanos entre el 43 d. C. y principios del siglo V. A partir de entonces fue invadida por una serie de pueblos germánicos (anglos, sajones y jutos) que expulsaron a los celtas, parcialmente romanizados, hacia Gales, Escocia, Cornualles y la Bretaña francesa. En el siglo X, tras resistir y rechazar una serie de ataques vikingos, Inglaterra se unificó políticamente bajo el mando del monarca del por entonces reino de Wessex (la principal potencia anglosajona) Athelstan, nieto de Alfredo el Grande. Tras la ascensión de Jacobo VI de Escocia al trono de Inglaterra en 1603 y la unión con Escocia en 1707 resulta menos apropiado diferenciar la historia de Inglaterra de la del resto del Reino Unido.

## Prehistoria

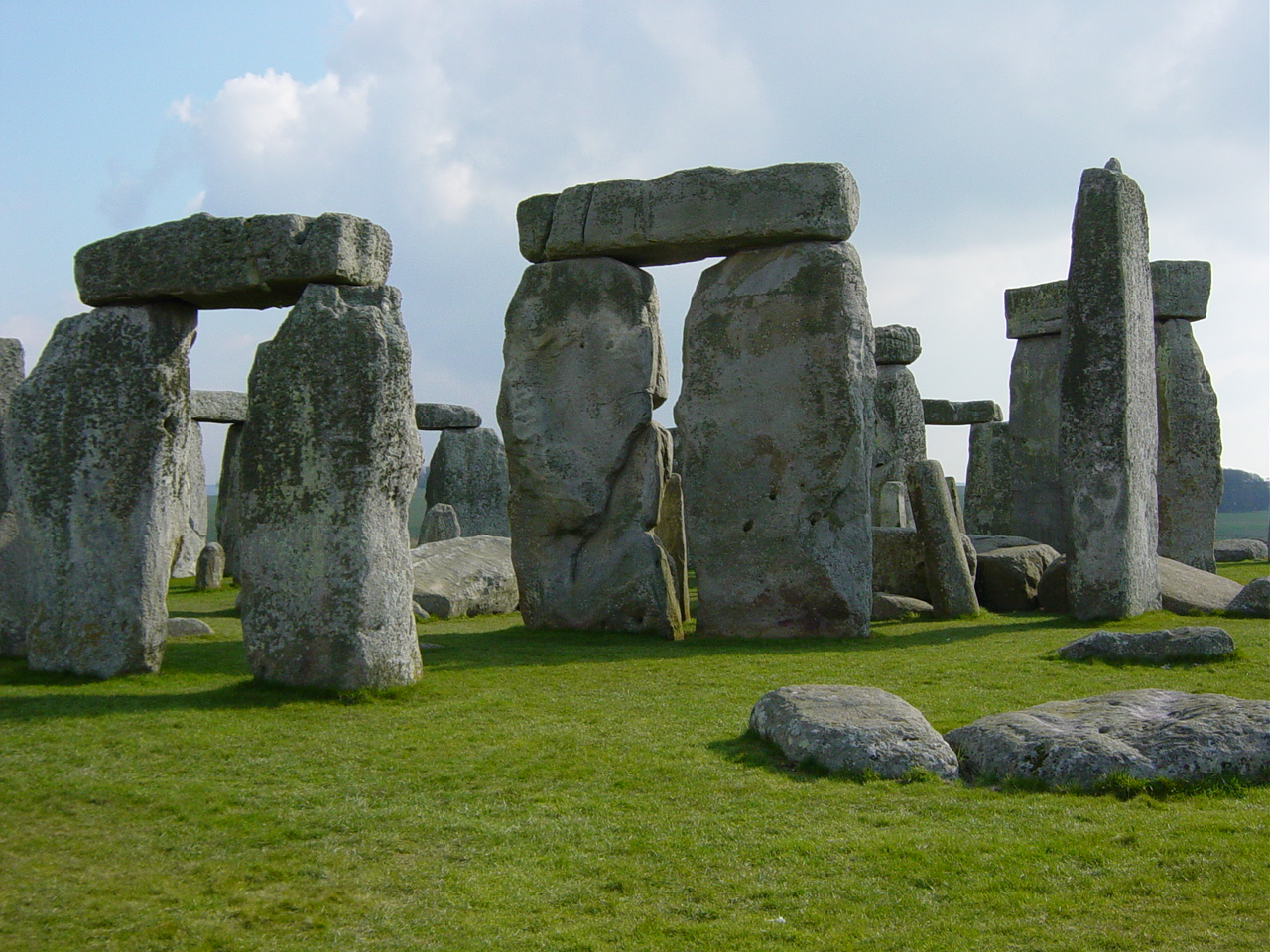
Stonehenge, hacia el

Al noroeste del continente europeo se encuentra un conjunto de islas conocidas antiguamente como las Bretañas[cita requerida], siendo Gran Bretaña la más importante por su tamaño y la que da nombre al archipiélago. La isla era relativamente insignificante en la historia de la civilización occidental. Se conservan pocos indicios del idioma o civilización de los primeros habitantes, tan solo monumentos megalíticos, tales como Stonehenge, que datan de la Edad del Bronce (hacia el 2300 a. C.).
Los celtas llegaron a las islas británicas hacia el siglo V a. C., procedentes del continente europeo. Los primeros exploradores extranjeros que alcanzaron el archipiélago fueron griegos procedentes de Massilia[cita requerida] (hoy Marsella), hacia el 330 a. C. Antes de la llegada de los romanos, la totalidad de los pueblos de las islas británicas eran de lengua celta.

## Britania romana

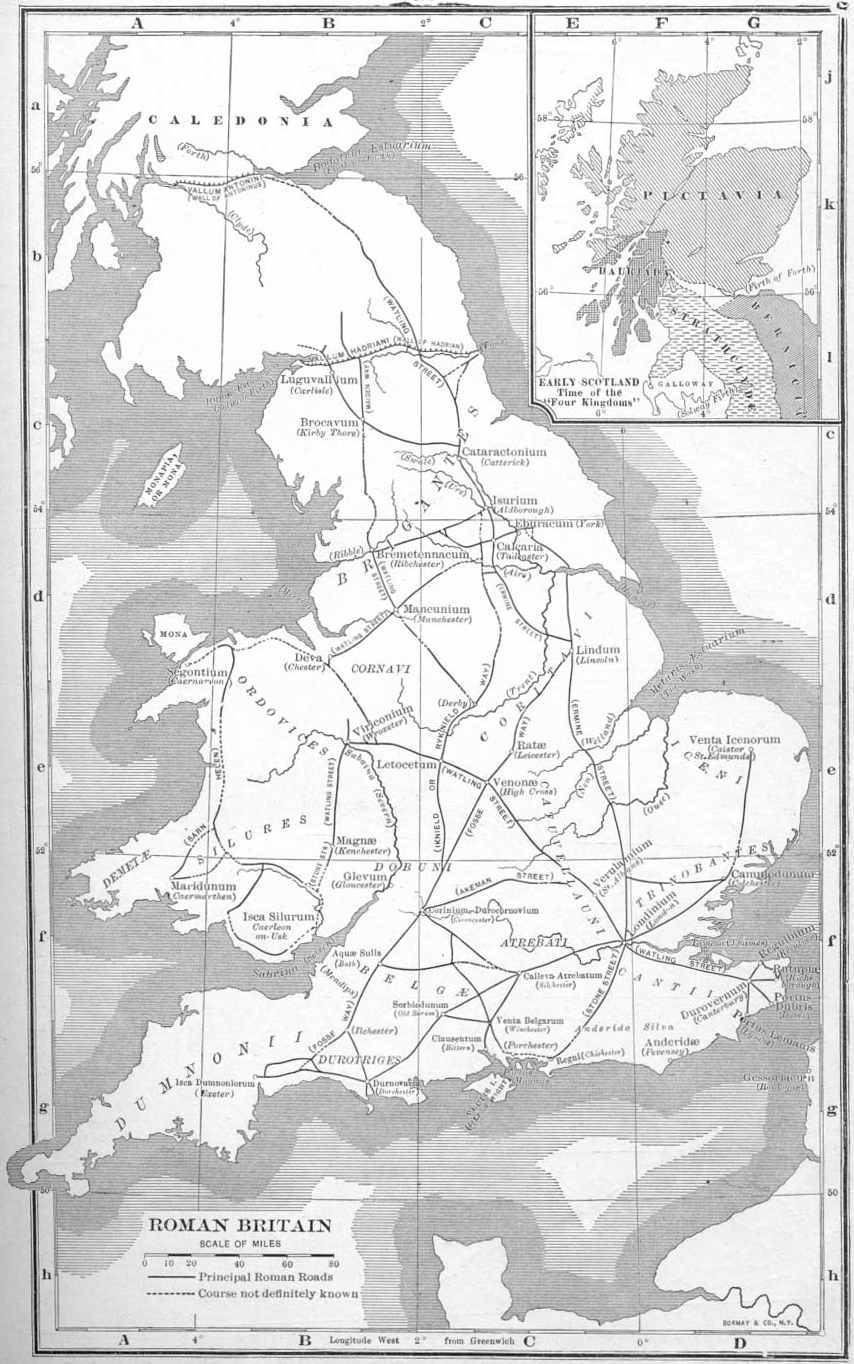
Principales asentamientos y calzadas de Britania

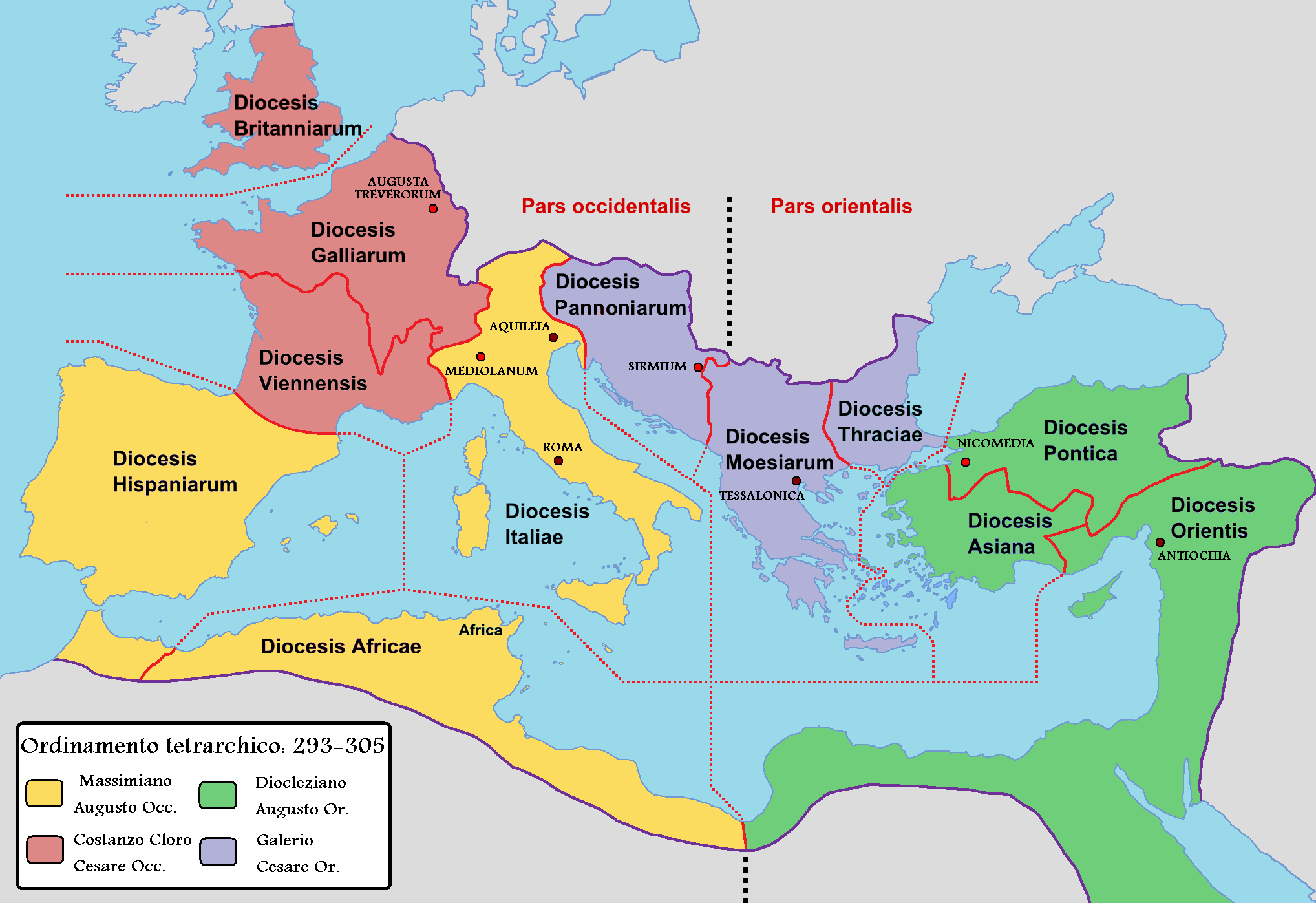
Imperio romano,

Tras la conquista de la Galia, el general romano Julio César decidió hacer en el 55 a. C. una expedición de reconocimiento a la isla, a la que llamó Britannia. Al año siguiente volvió a Inglaterra con un ejército más importante y, tras derrotar a una confederación de tribus del sureste del país, sometió a parte de Inglaterra instándola a reconocer la supremacía de Roma, mediante el pago de algunos tributos y acercándola a la órbita de influencia romana. Sin embargo, no fue hasta el año 43, bajo el reino del emperador Claudio, que los romanos hicieron el movimiento decisivo de reducir Britannia a una provincia romana.
Cuatro legiones fueron conquistando el sureste y centro de la isla, sin encontrar gran resistencia. Sin embargo, la conquista de Gales y del norte y oeste de Inglaterra presentó mayores problemas al avance romano. En el año 61 la rebelión de una tribu celta, comandada por su reina Boudica, arrasó Londinium (Londres) y otras ciudades. Esta rebelión fue sofocada con brutalidad. Posteriormente, el mandato del gobernador Agrícola entre el 78 y el 85 fue especialmente cruel, extendiendo las fronteras de la provincia tras exterminar a varias tribus celtas.
En el 115, los nativos se sublevaron contra sus conquistadores y arrasaron la guarnición romana de York. Como resultado, Adriano mandó construir una muralla de 117 km, llamada Muro de Adriano, que marcaría el límite norte del dominio romano. Posteriormente, los romanos avanzarían posiciones en los lowlands escoceses, construyendo una nueva muralla 50 km al norte, el Muro de Antonino. Sin embargo, sería abandonada en el 161, marcando el Muro de Adriano la frontera norte del imperio durante los siguientes doscientos años, un periodo de paz relativa.
Así, la Britania romana consistía grosso modo en las actuales Inglaterra y Gales. Los habitantes de Britania apenas tuvieron participación en la vida política de Roma. Por otro lado ni el trigo que producían ni los minerales que ofrecían sus minas cubrían los enormes costos debidos a la ocupación. Hubo en Britania una notable romanización, especialmente en las ciudades, pero no llegó a ser nunca como la de Hispania o la de Galia.

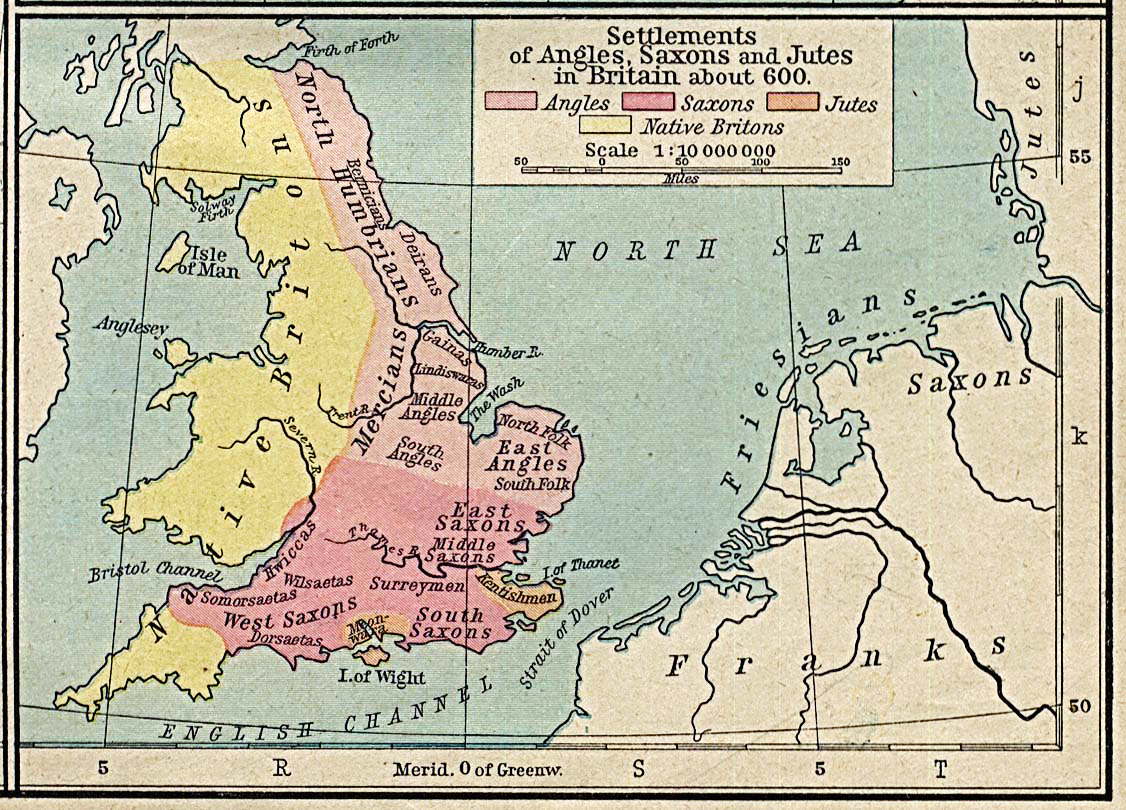
Distribución de los anglos (rosa), los sajones (rojo), jutos (naranja) y británico nativos (amarillo) en Gran Bretaña en el año 600.

## Alta Edad Media
Los siglos V y XI de la historia de Gran Bretaña se han denominado la «Edad oscura» porque es ciertamente muy poco lo que se sabe de ese período histórico. Esta época es, sin embargo, verdaderamente crucial en la formación de las naciones británicas porque es el momento en el que se suceden en pocos años dos hechos radicales: el abandono romano de la isla y la invasión por parte de anglos, jutos y sajones. Este período concluye con una supremacía absoluta de lo anglosajón, un retroceso imparable de lo celta que, recluido en Gales y Escocia, mantuvo la herencia latina. La escasez de fuentes históricas ha servido de acicate para dejar volar la imaginación para estos siglos, escenario temporal del ciclo artúrico.
Según la Crónica anglosajona, la fuente histórica más importante del periodo, los proto-ingleses se establecieron en el suroeste de Gran Bretaña bajo el mando de Cerdic de Wessex, quien fundaría el Reino de Wessex (o de los Sajones occidentales) en el año 519. Terminada la invasión anglosajona de Gran Bretaña, Wessex expandió su influencia a la par que se enfrentaba a los otros seis reinos de la Heptarquía anglosajona, finalmente alzándose como el más poderoso durante el reinado de Alfredo el Grande. Este derrotó a Mercia y se coronó como "Rey de los anglosajones" en el 886. Su nieto, Athelstan "el Glorioso", completaría la unificación del resto de reinos en el año 927, estableciendo así al Reino de Inglaterra. Los monarcas de Wessex (al menos desde Egberto, 775-839) establecieron un linaje que se mantendrá por más de un milenio, estando aún presente en la actual familia real británica.

## Baja Edad Media

### Los normandos

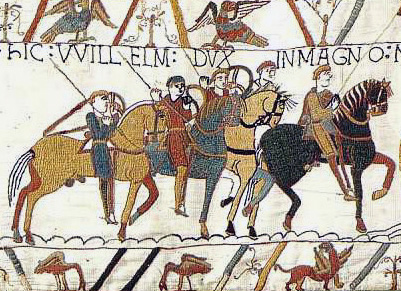
Representación de la batalla de Hastings (1066) en el Tapiz de Bayeux

Los normandos, vikingos asentados en Normandía (Francia) y que habían adoptado el francés como lengua, conquistaron Inglaterra en 1066. Guillermo el Conquistador, que tenía derechos sobre el trono inglés, venció al rey sajón Harold en la batalla de Hastings y fue coronado rey. La dinastía normanda se extinguiría con Enrique I, cuya muerte en 1135 daría paso a la anarquía de Inglaterra. Esta es un período durante el cual tuvo lugar una guerra civil, bajo el inestable reinado de Esteban de Blois (1135-1154), el sobrino de Enrique I. Enrique había nombrado a su hija Matilde como su sucesora en el trono, pero a su muerte Esteban logró que los barones lo eligieran a él como rey. Una situación de inseguridad y agitación se prolongó durante el reinado de Esteban. El hijo de Matilde, que sería más tarde Enrique II, había llegado a Inglaterra con la intención de conquistarla. Entonces Esteban, cansado de luchar, decidió firmar el Tratado de Wallingford (1153), reconociendo a Enrique como su sucesor en el trono. Esteban murió un año después y Enrique II asumió el trono, poniendo fin a dos décadas de anarquía real.
Durante los últimos años del siglo XII ocupa el trono de Inglaterra Ricardo I Corazón de León. Este es un periodo de inestabilidad política. Ricardo I Corazón de León marcha a combatir en la tercera cruzada, y cae prisionero del duque de Austria en 1192. Pese a esto, el proceso de centralización del poder prosiguió. En 1199 sube al trono Juan Sin Tierra. Juan había usurpado el trono durante el cautiverio de Ricardo I Corazón de León y contaba con la animadversión de la nobleza inglesa. No era un buen guerrero y perdió los dominios franceses de la corona ante Felipe II Augusto. La rebelión de los nobles contra él le obligó a firmar, en 1215, la Carta Magna para mantenerse en el poder.
El fortalecimiento de la nobleza se produjo durante la ausencia de Ricardo I Corazón de León. Su unión le sirvió para imponer a Juan Sin Tierra la Carta Magna y le obligó a cumplirla, a pesar de sus intentos de derogarla. Pero no sólo la alta nobleza se había independizado, sino también la nobleza media, que se alió con la burguesía urbana y las ciudades. Todos ellos aspiraban a limitar el poder del rey y a tener una mayor representación en el gobierno del reino. La Carta Magna fue condenada y anulada por el papa Inocencio III, lo que le sirvió a Juan Sin Tierra para que no entrara en vigor.

#### Creación del Parlamento

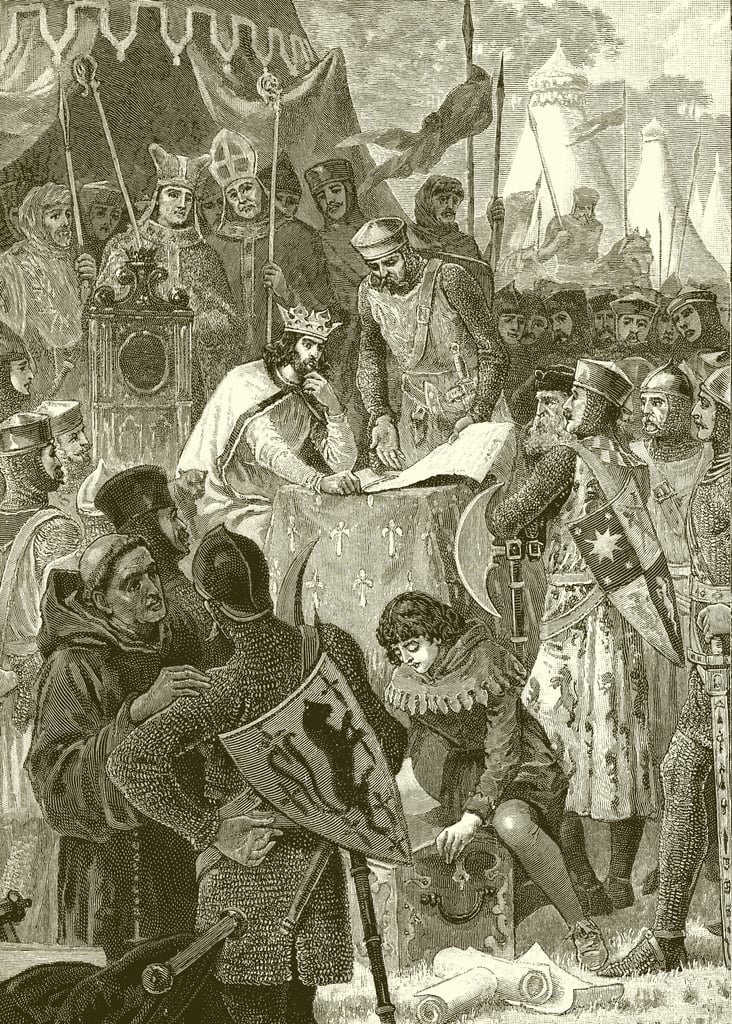
Juan sin Tierra firmando la Carta Magna (1215)

En 1216 muere Juan Sin Tierra y sube al trono su hijo Enrique III, menor de edad, y se restaura la Carta Magna. El reinado de Enrique III tampoco es brillante. Cae derrotado ante los franceses y se somete al papado. En 1258 estalla una crisis entre Enrique III y la Curia. Los legados pontificios piden dinero y tropas a Enrique III para conquistar Italia. Enrique III convocó una reunión extraordinaria de la Curia, en parlamento (de donde saldría el término parlamento), y solicitó a cada miembro de la Curia un tercio de sus bienes. La nobleza, acaudillada por Simón V de Montfort, se rebeló y tomó el poder. Enrique III se sometió a la tutela de una comisión de veinticuatro miembros, doce elegidos por el rey y doce por los nobles. Esta comisión impuso al rey las Provisiones de Oxford, según las cuales los altos funcionarios serían nombrados con el consentimiento del Parlamento, se reunirían tres veces al año, y se creaba un consejo financiero de veinticuatro miembros. También habría un control ministerial de quince miembros y una comisión permanente de doce. Nacía, así, el Parlamento.
Enrique III trató de anular los acuerdos con la ayuda del papa y de Luis IX de Francia, pero no fue capaz de someter a la nobleza, lo que condujo a una guerra civil. En 1264 Simón de Monfort hace prisionero a Enrique III y se entrega el poder a tres electores y nueve consejeros reales. El poder quedó, de hecho, en manos de Monfort, que ejerció una férrea dictadura como senescal de Inglaterra. En 1265 reunió a un nuevo Parlamento, en el que convocó a la nobleza, al clero y a los condados, también a Londres y a los puertos; con lo que el tercer estado entraba en el Parlamento. Pero en 1265, Monfort fue derrotado y muerto por el príncipe heredero Eduardo. Enrique III es restaurado y anula el Parlamento.

### Guerra de los Cien Años (1337-1453)

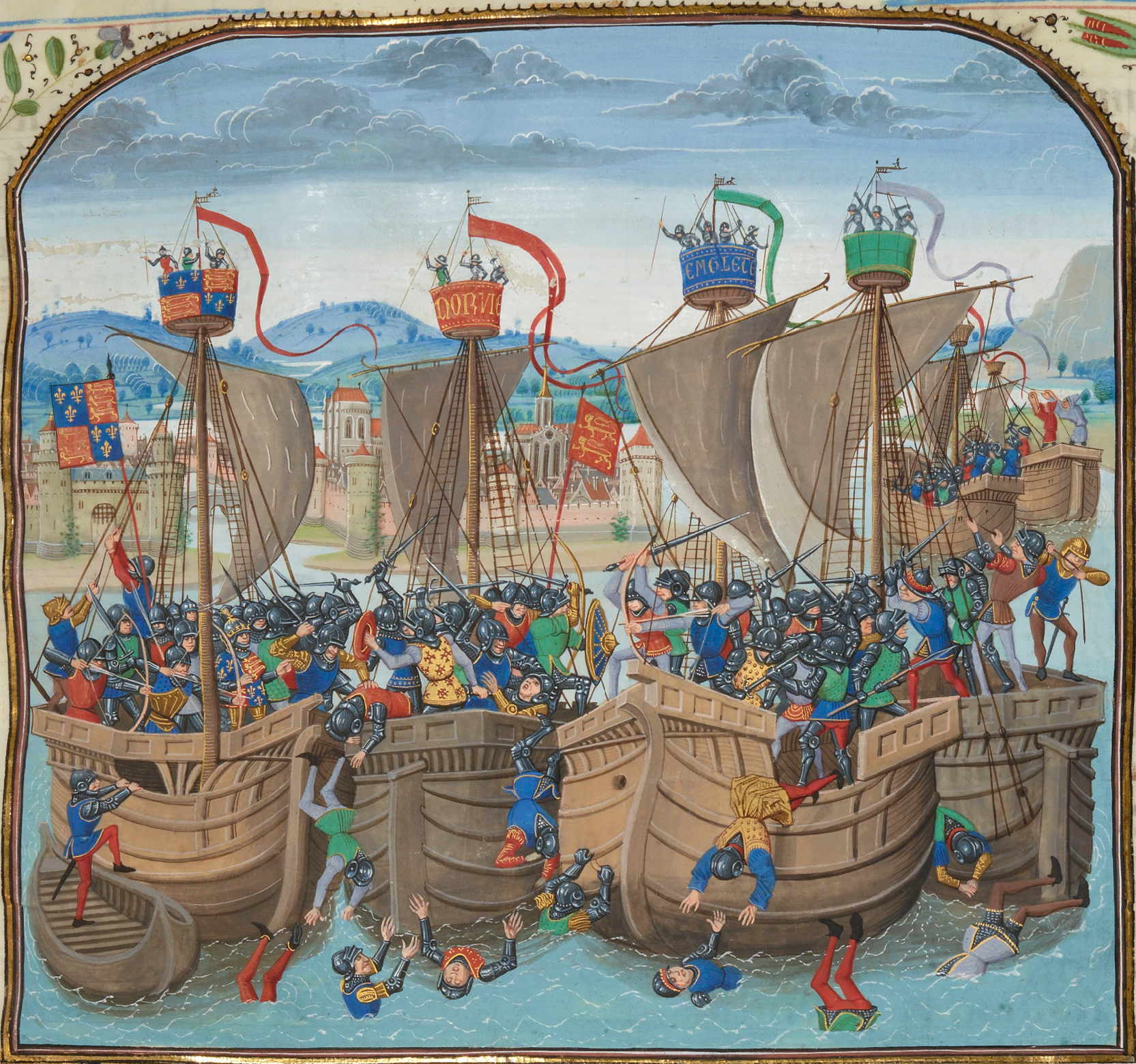
Ilustración de Jean Froissart sobre la batalla de Sluys

En febrero de 1328 murió Carlos IV de Francia. Eduardo III tenía derechos por ser sobrino de Carlos, pero los nobles franceses prefirieron a Felipe de Valois, quien reinó con el nombre de Felipe VI. Entre 1331 y 1334, en el marco de la guerra civil escocesa, Eduardo III apoyó a Eduardo de Balliol, coronado en 1334. David II, rival de Balliol, buscó refugio en Francia y rindió homenaje a Felipe VI.
En 1337, Felipe VI confiscó el ducado de Aquitania. Esto acabó por desencadenar la guerra abierta entre Inglaterra y Francia, que se llamaría guerra de los Cien Años. Las primeras victorias fueron para los ingleses, superiores militarmente: en 1340, en la batalla naval de Sluys, en 1346, en la batalla de Crécy, y en 1347, en Calais. Esta ciudad permanecerá en poder de los ingleses hasta 1558.
En 1341 David II regresó a Escocia. Los ingleses lo derrotaron en Neville's Cross en octubre de 1346 y lo mantuvieron prisionero once años. La paz se estableció mediante el Tratado de Berwick. Unos pocos años después, en julio de 1348, Inglaterra padeció la peste negra.
El hijo de Eduardo, del mismo nombre que su padre, pero que la historia conoce por el Príncipe Negro, asoló Armañac en 1355. Fue hasta el Mediterráneo y volvió arrasando todo cuanto encontró en su paso. En 1356 obtuvo una gran victoria ante los franceses en Poitiers, haciendo prisionero a Juan II de Francia.
En 1360 Eduardo III firmó la Paz de Brétigny, por la cual se reducía el rescate por Juan, los ingleses pasaban a dominar desde los Pirineos al Loira y Eduardo renunciaba a sus derechos sobre la Corona francesa. A pesar de haber firmado un tratado de paz, los ingleses no tuvieron reparos en participar como mercenarios en la guerra civil castellana del bando del aspirante al trono Enrique de Trastámara. Finalmente apoyaron al rey de Castilla, Pedro el Cruel, en la lucha contra su hermano Enrique de Trastámara, esperando así obtener un poderoso aliado en su lucha contra Francia. En 1367, el enorme y costoso ejército del Príncipe Negro, compuesto principalmente por los mejores mercenarios de Europa, venció en la batalla de Nájera, aunque no recibió el pago convenido con Pedro I. Esto llevó al Príncipe Negro a la bancarrota, por lo que tuvo que aumentar los impuestos en Aquitania. También enfermó ese año, lo que pronto significaría el fin de su carrera militar. En 1369, Pedro fue asesinado por su hermano. La heredera de Pedro era su hija Constanza que se casó con Juan de Gante, duque de Lancaster, hijo de Eduardo III.
En 1372 la flota castellana destruyó a la inglesa en La Rochelle, adquiriendo la hegemonía sobre el Atlántico, que había correspondido hasta entonces a Inglaterra de forma indiscutida. Castilla y Francia saquean o incendian numerosos puertos ingleses entre 1377 y 1380, año en el que Castilla llega incluso a amenazar Londres.
En 1369 los franceses volvieron a hostigar Aquitania y en 1375 se firmó una tregua de dos años en Brujas. Inglaterra mantenía solamente Calais y una estrecha franja desde Burdeos a Bayona.
El Príncipe Negro murió en 1376. Contrajo una enfermedad mortal durante su estancia en España en 1367 y se retiró en 1371. Eduardo III murió en 1377, afectado de una senilidad que no le permitió controlar la Corte y las intrigas de su amante Alice Perrers.
Subió al trono Ricardo II (1377-1399), hijo del Príncipe Negro, a los diez años de edad. En 1381 se instituyó un impuesto para defenderse de una potencial invasión francesa. Esto causó una revuelta de los campesinos de la zona más rica de Inglaterra. Ricardo se enfrentó a este hecho con valentía: el 14 de junio acudió con la Corte a Mile End, donde abolió la servidumbre. Los rebeldes fueron derrotados el 28 de junio en Billericay. John Ball y otros líderes fueron condenados a muerte. A partir de 1381, Ricardo eligió sus propios consejeros. Amaba la literatura, era autoritario y veleidoso y se granjeó la enemistad de los nobles.
En 1387 los condes de Arundel, Warwick, Derby y Nottingham acusaron de traición a algunos favoritos del rey. Enrique Bolingbroke, conde de Derby, era primo de Ricardo, hijo de Juan de Gante. En 1388 Ricardo II se vio obligado a aceptar las demandas conocidas como Merciless Parliament. Los partidarios de Ricardo II fueron ejecutados o exiliados.
En 1396, Ricardo II firmó una tregua con Francia.
En 1397-1398, Ricardo ordenó la ejecución de Arundel y exilió a Warwick, Bolingbroke y Nottingham. En 1399 murió Juan de Gante, duque de Lancaster, inmensamente rico. Ricardo II exilió de por vida a Bolingbroke, hijo y heredero de Juan, y repartió sus propiedades. Ricardo fue a Irlanda para sofocar una rebelión, lo que aprovechó Bolingbroke para organizarse. A la vuelta, Ricardo fue apresado. El Parlamento coronó a Bolingbroke, con el nombre de Enrique IV (1399-1413), dando principio a los monarcas de la casa de Lancaster.
En 1400 Enrique IV ordenó la muerte de Ricardo. Hasta 1408, tuvo que hacer frente a varias revueltas de los nobles, ejecutando a Tomás Percy, conde de Worcester, y Scrope, arzobispo de York. El conde de Northumberland, Enrique Percy, terminó su revuelta asesinado en Bramham Moor en 1408.
En 1400 los rebeldes galeses proclamaron príncipe de Gales a Owain Glyn Dwr, quien entre 1403-1405 arrasó varias ciudades fieles a Inglaterra, pero su marcha sobre Worcester fracasó y en 1407 los ingleses recuperaron los castillos perdidos y Owain huyó.
En 1407, ingleses y franceses firmaron una nueva tregua.
Hijo de Enrique IV, Enrique V (1413-1422) confirmó sus derechos al trono francés y reactivó la guerra. En 1415 obtuvo la victoria de Azincourt y en 1417 tomó Caen. En 1420 se firmó el Tratado de Troyes, por el que Enrique V de Inglaterra se casaba con Catalina de Valois, hija del rey de Francia. Enrique era reconocido además heredero al trono francés. Enrique V murió en 1422, antes que el rey francés Carlos VI.
Bajo la regencia de Juan, duque de Bedford, hermano de Enrique V, los ingleses llegaron en 1429 hasta Orleans. Pero el 4 de mayo, Santa Juana de Arco a la cabeza de los caballeros franceses, levantó el asedio. Carlos VII fue coronado rey de Francia en Reims.
Un niño de pocos meses subió al trono inglés como Enrique VI (1422-1461, 1470-1471). Fue coronado rey de Francia en París, en diciembre de 1431. En 1435 Borgoña se reconcilió con Francia. Los franceses tomaron París y en 1444 se firmó una tregua de cinco años. Entre 1449-1453, Carlos VII, atacó Normandía y Gascuña y en 1450 aniquiló al ejército inglés en Formigny. En 1453 tomó Burdeos, recuperando toda Francia salvo Calais, finalizando la guerra de los Cien Años.
Enrique VI era impresionable, manejable, educado y piadoso. No le interesaba el gobierno ni la caballería, su política exterior fue desastrosa y su generosidad y liberalidad quebraron la Hacienda.
En 1450 se produjo la rebelión de Jack Cade, quien llegó a tomar Londres y ejecutó a varios cortesanos. Fue muerto tras ser apresado.

### Guerra de las Dos Rosas (1455-1487)

La rosa roja de la Casa de Lancaster y la blanca de la Casa de York

La guerra de las Dos Rosas (1455-1487) fue el conjunto de conflictos intermitentes en la guerra civil que enfrentó a los miembros y partidarios de la Casa de Lancaster contra los de la Casa de York, pretendientes del trono de Inglaterra. Ambas familias reales tenían origen común en la Casa Real de Plantagenet, como descendientes del rey Eduardo III. El nombre «guerra de las Dos Rosas» o «guerra de las Rosas» no fue utilizado en su época, pero procede de los emblemas de ambas casas reales. Por un lado estaba la rosa roja de los Lancaster y por otro la rosa blanca de York, que fueron utilizadas como emblemas por los adherentes de cada una de las facciones.
La guerra se dio principalmente entre los miembros de la aristocracia terrateniente y ejércitos de señores feudales. El apoyo a cada uno de los bandos dependió en gran medida de los matrimonios dinásticos entre la nobleza. El patriarca de la casa de Lancaster, Juan de Gante tuvo como primer título el de Conde de Richmond, el mismo que ostentaría Enrique VII al final de la guerra. El líder de la casa de York fue Edmundo de Langley, que ostentaba el Señorío de Cambridge. Más tarde, durante los reinados de los Tudor y de los Estuardo, Richmondshire y Cambridgeshire se transformarían en focos principales de recusantes y puritanos, respectivamente. Cabe destacar que la pelea entre las facciones se prolongó más allá de la época de Enrique, ya que los monarcas que le siguieron impulsaron la continuidad de los enfrentamientos.
La guerra de las Dos Rosas provocó en gran medida la caída de los Plantagenet, ya que produjo un enorme número de muertos entre la nobleza, además de generar gran descontento social. Este período marcó el declive de la influencia inglesa en el continente europeo, el debilitamiento de los poderes feudales de los nobles y, en contrapartida, el aumento de influencia por parte de los comerciantes, y el crecimiento y fortalecimiento de una monarquía centralizada bajo los Tudor. Esta guerra señala el fin de la era feudal inglesa y el comienzo del renacimiento.

### Estado, religión y economía durante la Baja Edad Media
La monarquía inglesa en la Edad Media se caracteriza por su gran patrimonio, capacidad de influencia, poder y control sobre la nobleza. La burocracia era incipiente. La organización territorial se basaba en los condados y era sólida y eficaz. No existían ejército o policía regulares. El Parlamento era débil, con preponderancia de la Cámara de los Comunes sobre la Cámara de los Lores. La Iglesia estaba sujeta al poder real, era rica, mantenedora de la cultura y benefactora social. Se estructuraba en parroquias. El clero era poco instruido y de moral relajada. El Císter llegó a Inglaterra en 1128, los dominicos en 1221, los franciscanos en 1224 y los carmelitas en 1240.
El único movimiento herético aparecido en Inglaterra en este periodo fue el de los lolardos. John Wyclif atacó algunas de las doctrinas fundamentales de la Iglesia y la autoridad papal, basándose en la suprema autoridad de las Escrituras. Sus discípulos tradujeron al inglés sus ideas y la Biblia. Fueron perseguidos desde 1401. En 1414, dirigidos por John Oldcastle, intentaron derrocar a Enrique V. Su derrota implicó su definitiva clandestinidad y progresiva extinción.
El sajón occidental fue la lengua de Inglaterra hasta la conquista normanda. Recibió influencias del latín, del normando y del francés. Esta lengua fue la predominante en la Corte, la administración, o la justicia hasta 1350, cuando empezó a ser sustituido por el inglés medio.
La esclavitud desapareció antes de 1300 y la servidumbre en 1485. En 1086 la población alcanzaba millón y medio de habitantes y en 1300 cuatro millones.
Los años de 1315, 1316, 1320 y 1321 fueron años de malas cosechas y en 1319 y 1321 se produjeron epidemias en el ganado ovino y vacuno. Se generalizó el hambre y el precio del grano se duplicó.
La peste negra llegó a Inglaterra en 1348 y mató a la mitad de la población. Se padecieron cinco nuevos brotes entre 1361 y 1397. Con el declive demográfico, subió el nivel de vida de los campesinos. El gobierno intentó controlar el mercado laboral en beneficio de los patronos y en 1351 aprobó el Estatuto de los Trabajadores, sobre precios y salarios.
Londres era el centro comercial del reino y terminal del comercio. En 1500 tenía entre 40 000 y 100 000 habitantes. Westminster era la sede de la Corte y el Parlamento. De las demás ciudades inglesas, solo Norwich superaba en 1500 los 10 000 habitantes.[cita requerida] Los burgueses que regían las ciudades estaban organizados en gremios.
En la Edad Media, Inglaterra pasó de un modelo económico colonial, exportador de materias primas e importador de productos manufacturados y de lujo, a exportar paños, favorecido por la inmigración de tejedores flamencos.

## La Reforma (1509-1603)

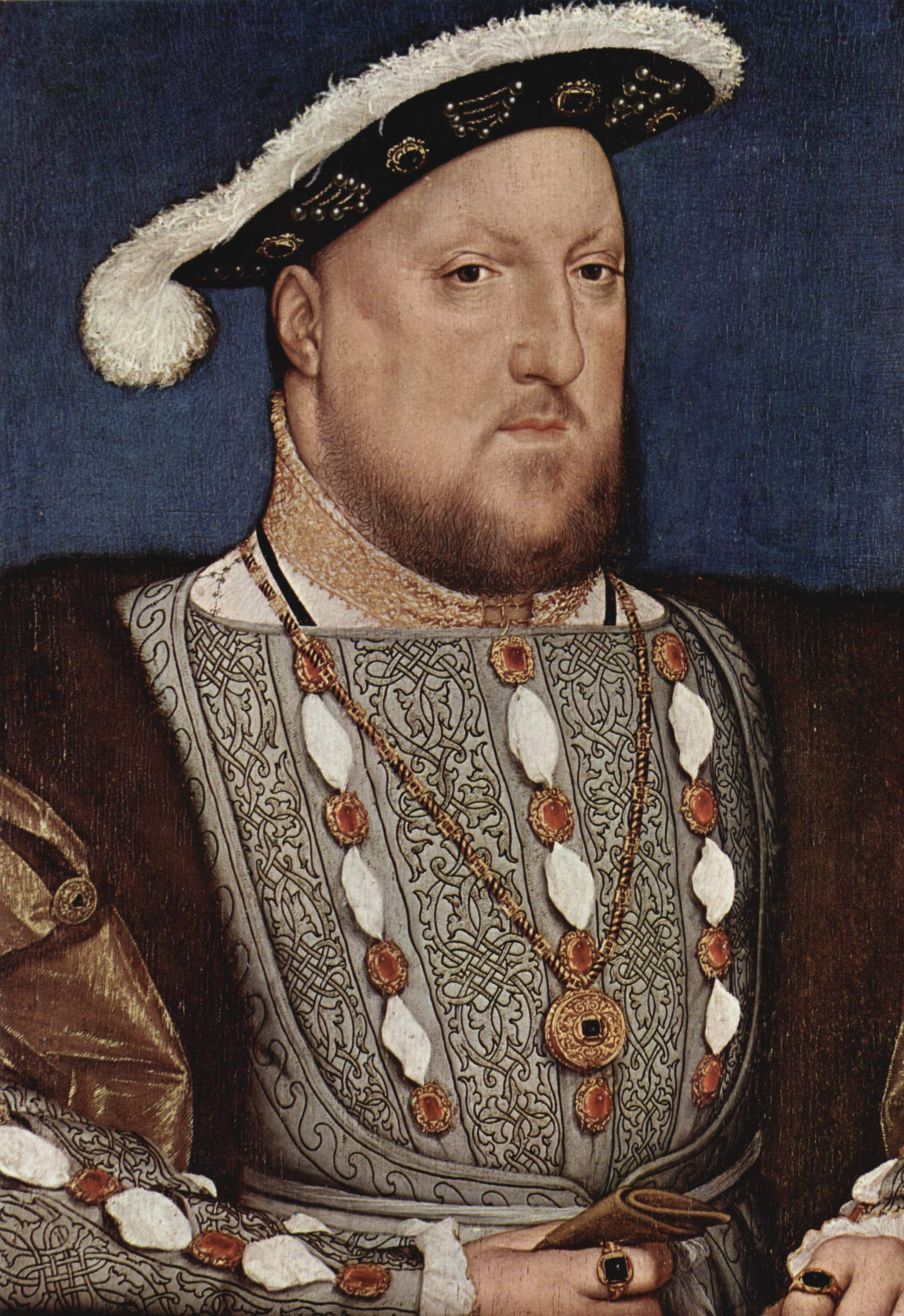
El rey Enrique VIII, quien rompió con la Iglesia católica y se estableció como principal autoridad de la Iglesia de Inglaterra

En este período Enrique VIII rompió los vínculos que le ataban a la Santa Sede. Con la ruptura, el monarca se instituyó como máxima autoridad de la Iglesia inglesa. Esta ruptura se consolidó con su hijo y heredero del trono, Eduardo VI bajo cuyo reinado, entre otras medidas, se dejó de exigir el celibato a los clérigos y se retiraron las imágenes de los templos religiosos. Algunas medidas de Eduardo VI provocaron multitud de conflictos entre el estado y muchas parroquias. Esta situación permitió a María I acceder al trono en 1554 restaurando de nuevo el catolicismo. No obstante, al morir sin descendencia en 1558, Isabel I convirtió Inglaterra definitivamente en un país de preponderancia protestante.

## Las dos revoluciones delsigloXVII(1603-1707)
Los reyes de Inglaterra eran poderosos, pero no disponían de ejército regular y sus ingresos eran limitados. Trataron de encontrar fondos sin tener que depender del Parlamento. Inglaterra era un país claramente protestante y cualquier movimiento que pudiera interpretarse como un intento de restablecer el catolicismo era objeto de una violenta respuesta. La incapacidad de Carlos I de dar respuesta a estos problemas originó la guerra civil.

### Jacobo I (1566-1625)

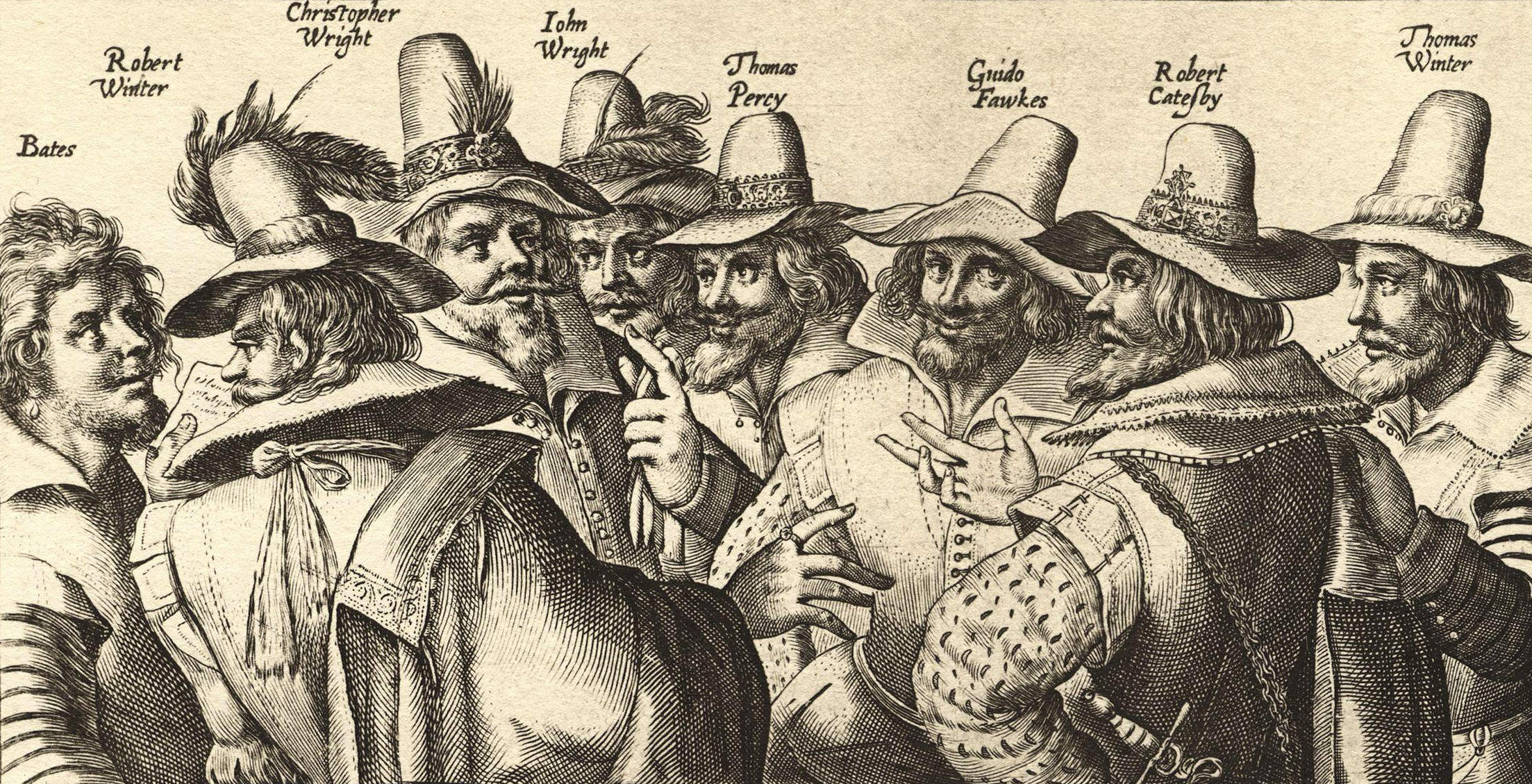
The Gunpowder Plot Conspirators. Grabado contemporáneo del artista neerlandés Crispijn van de Passe (1605). El autor probablemente no conoció a ninguno de los conspiradores, no obstante el grabado ha alcanzado gran notoriedad.

Cuando Jacobo I subió al trono inglés, ya había sido rey de Escocia durante 36 años, y había aprendido a sobrevivir. Por un lado, era flexible y voluntarioso para llegar a acuerdos y por otro era rudo e indecoroso. Era bisexual y entre 1618-1628 su favorito, George Villiers, I duque de Buckingham fue el hombre más importante de Inglaterra tras el propio rey.
Jacobo pretendió la coexistencia de todas las religiones, pero un grupo de católicos, en la conspiración de la Pólvora, de 5 de noviembre de 1605, atentaron contra el gobierno. Fueron ejecutados. En lo sucesivo, los católicos fueron considerados posibles traidores. Jacobo heredó una deuda que incrementó gastando mucho dinero con sus favoritos. Terminó la guerra con España y mantuvo a Inglaterra al margen de la guerra de los Treinta Años. La corona apoyó la colonización del Úlster. Los cargos en Irlanda exigían jurar la Ley de Supremacía, lo que significaba la exclusión de los católicos. De este modo, los ingleses se hicieron dueños del Parlamento irlandés. Los colonos fueron mayoría en el Úlster, mientras en el resto de Irlanda solo representaban una minoría combativa.

### Carlos I (1625-1642)

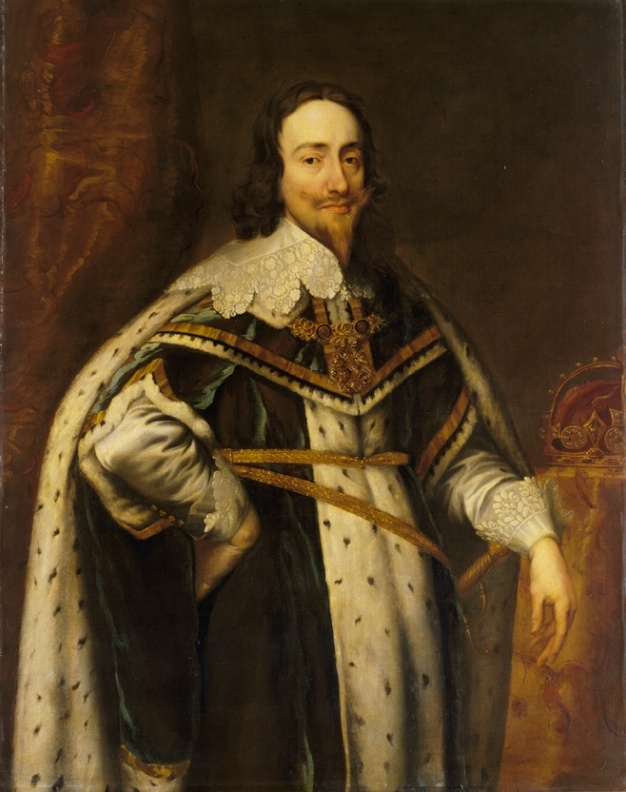
Retrato del rey Carlos I, pintado por Anthony van Dyck en 1636

Carlos I era remilgado y retraído, buen padre y marido, pero sin cualidades negociadoras. Se enfrentó a España en la guerra de los Treinta Años. Fracasó en su ataque a Cádiz y en su intento de liberar a los hugonotes franceses. En 1628 pidió dinero al Parlamento, que a cambio redactó la Petición de Derechos contra el arresto arbitrario, el impuesto extraparlamentario, el reclutamiento de tropas gratuito y la ley marcial. Carlos I fingió aceptar la petición, pero dejó de respetarla al cabo de poco tiempo, y disolvió el Parlamento en 1629. Empezaron entonces los once años de gobierno absolutista. En 1629, Carlos I firmó la paz con Francia y en 1630 la paz con España. En 1637, estaba en la cumbre de su poder, con el presupuesto equilibrado.
Sin embargo, su política religiosa disgustaba a sus súbditos: en su apoyo al anglicanismo frente al calvinismo, muchos veían una restauración del papado. En Escocia intentó imponerse a la Iglesia presbiteriana. En 1638 los escoceses formaron una Alianza Nacional y el rey Carlos I envió un ejército contra ella. Es el comienzo de las llamadas Guerras de los tres reinos, una sucesión de conflictos interconectados que se sucederían en Escocia, Irlanda e Inglaterra hasta 1651, entre los que se incluyen la guerra civil inglesa con sus tres fases.
Al comienzo de las guerras de los Obispos (1639-1649), Carlos I no consiguió formar un ejército con garantías y se vio obligado a firmar la paz en 1639. En 1640 sufrió una derrota y los escoceses invadieron Inglaterra, venciendo en Newcastle y ocupando la zona nororiental del país. En noviembre de 1640, Carlos I, sin dinero, convocó al Parlamento, que ya no se habría de disolver en vida del monarca en lo que se conoce como Parlamento Largo. En 1641 se llegó a un acuerdo pacífico con los escoceses.
La primera sesión del Parlamento Largo duró hasta agosto de 1641. Se abolieron las medidas financieras de la Corona establecidas en la década anterior y los tribunales de prerrogativa real. Carlos I aceptó pero el Parlamento no le creyó. El Parlamento atacó entonces a los principales ministros: William Strafford y William Laud fueron ejecutados. El Parlamento aprobó la Ley Trienal, que obligaba a reunir el Parlamento cada tres años; su disolución solo se produciría por acuerdo de sus miembros.
En octubre de 1641 se produjo una nueva rebelión en Irlanda. Muchos protestantes fueron asesinados. Los católicos ingleses apoyaron a los irlandeses. La Confederación Católica, con su propio Parlamento, estuvo liderada por Owen Roe O'Neill. El Parlamento temió que el monarca Carlos I utilizase el ejército formado para sofocar la rebelión contra sus propios súbditos. La Gran Protesta exigió el nombramiento de ministros con la confianza del Parlamento, el permiso de las prácticas calvinistas y la supervisión por parte del Parlamento del ejército destinado a Irlanda. Carlos I rechazó la solicitud, animado por el escaso margen de votos con el que había sido aprobada.
El 3 de enero de 1642, el rey Carlos I envió al fiscal general a la Cámara de los Lores para iniciar un proceso por alta traición a varios Comunes. El intento de arresto precipitó la guerra civil: en Londres se produjeron manifestaciones y altercados públicos. En mayo, el Parlamento asumió el poder de realizar nombramientos militares. En julio, el Parlamento constituyó su propio ejército y en agosto el rey formó el suyo en Nottingham.

### Primera guerra civil (1642-1649)
La guerra civil dividió a las familias, mientras los estratos bajos reaccionaron con apatía. Fue una guerra de asedios y escaramuzas y no de grandes batallas. El Parlamento contaba con ventaja a largo plazo al disponer de los recursos humanos y económicos de Londres y de la ayuda de 20 000 escoceses. Por ello procuraron agotar a los realistas, cuyo principal general fue el príncipe Ruperto, sobrino de Carlos. El 25 de octubre de 1642 tuvo lugar la inconclusa batalla de Edgehill. Carlos tuvo oportunidad de tomar Londres pero se retiró incomprensiblemente. En la primavera de 1643 los realistas disfrutaron de varias victorias, pero agotada la munición, Carlos retrocedió. El invierno trajo consigo un estancamiento.
Antes de su muerte a finales de 1643, el líder del Parlamento, Pym, firmó la Solemne Liga y Alianza, por la que los escoceses colaboraron con 20 000 hombres a cambio de una reforma religiosa en Escocia acorde con los principios presbiterianos.
En julio de 1644 tuvo lugar en Marston Moor la mayor batalla de la guerra, con victoria de los parlamentaristas, quienes ocuparon después York y aseguraron el control del norte. Las disputas entre los generales parlamentaristas impidieron rematar entonces la guerra. En septiembre, los realistas tomaron Cornualles. Tras la batalla de Newbury, los dos ejércitos quedaron exhaustos.
Para resolver las luchas internas entre los generales parlamentaristas, se dictó la Ordenanza Autoexcluyente, por la que los miembros del Parlamento no podían ejercer autoridad militar. Solo Oliver Cromwell quedó exento. Las tropas fueron reunidas en el Nuevo Ejército Modelo, mandado por sir Thomas Fairfax. El monarca Carlos I se vio obligado a retroceder hacia el norte, pero en julio de 1645, en la batalla de Naseby, la victoria parlamentaria definió definitivamente el rumbo y resultado de la guerra.
En 1644 y 1645 los católicos escoceses, ayudados por los irlandeses, consiguieron espectaculares victorias en Escocia, pero en septiembre de 1645 fueron aplastados por la Alianza. Carlos I se rindió a los escoceses en mayo de 1646. Se negó a negociar en serio, mientras sus oponentes mantenían las diferencias entre sí. Se produjo una revuelta popular en contra de la violencia y la destrucción reinantes. El comercio escocés se hundió y se produjo una depresión económica.

### Paz, segunda guerra civil y ejecución de Carlos I (1646-1649)
El Parlamento estaba dividido en episcopalianos, presbiterianos e independientes. Los episcopalianos tenían la mayoría y pretendían una organización religiosa jerarquizada, encabezada por los obispos. Los presbiterianos deseaban organizar una Iglesia de Inglaterra gobernada desde las bases, a partir de las congregaciones, con un papel importante para los laicos. Los independientes se oponían a los presbiterianos.
En 1646 se reformó la Iglesia de Inglaterra de acuerdo a los principios presbiterianos, según había acordado el Parlamento con los escoceses, pero el pueblo siguió practicando los ritos anglicanos que conocía.
El pueblo reclamó la reducción de impuestos y la desmovilización del Ejército, en el que fue penetrando un movimiento radical, que se opuso a la arbitrariedad del Parlamento y a los presbiterianos.
En diciembre de 1646 la City de Londres solicitó al Parlamento la disolución del Ejército. En febrero y marzo de 1647 se redujeron las atribuciones del Ejército, al mismo tiempo que seguía sin recibir sus pagas. Cuando el Parlamento pretendió desmantelar la infantería, el Ejército tomó la iniciativa. En junio apresó a Carlos I. Oliver Cromwell se erigió en líder de los militares. En agosto de 1647, el Ejército presentó al rey un Catálogo de Propuestas, que fue rechazado. En noviembre de 1647, Carlos huyó. En diciembre firmó un compromiso con los escoceses, en el que aceptaba establecer el presbiterianismo en Inglaterra a cambio de ayuda militar. Entre abril y junio de 1648 se sucedieron las sublevaciones contra el Parlamento en Inglaterra, pero fueron controladas por el Ejército. Cromwell derrotó a los escoceses en julio e invadió Escocia.
Un pequeño grupo del ejército estaba convencido de la imposibilidad de llegar a un acuerdo con Carlos I, pero el Parlamento era partidario de negociar. El golpe militar instigado por Cromwell, organizado por el general Henry Ireton y llevado a cabo por el coronel Thomas Pride purgó el Parlamento, de modo que solo quedaron algunos miembros, en lo que se conoció como Parlamento Residual o Rump. El Rump nombró un tribunal que acusó a Carlos I de traidor y lo mandó decapitar el 30 de enero de 1649.

### El Parlamento Residual (1649-1653)
El Rump abolió la monarquía y eliminó la Cámara de los Lores, declarando a Inglaterra como Commonwealth. El país aceptó el cambio a regañadientes, muchos jueces dimitieron y el gobierno local se hizo imposible. Fairfax dimitió y el camino quedó expedito para Cromwell, que se convirtió en capitán general del Ejército.
Los niveladores pretendieron el voto para todos los varones mayores de 21 años, la convocatoria anual del Parlamento, la eliminación del diezmo y la simplificación de la ley. El líder del movimiento, John Lilburne, atacó al Gobierno exigiéndole reformas radicales para la redistribución de la riqueza. Instó a los soldados a tomar el poder en nombre del pueblo. Fue arrestado pero resultó absuelto. Otro grupo opositor, los diggers, pretendió la propiedad común de los bienes. Desapareció toda forma de censura y los radicales se infiltraron en la religión y la política, ocasión que aprovecharon los milenaristas y las sectas. Algunos grupos pedían la abolición de los diezmos y la participación de las mujeres en la predicación y gobierno de la Iglesia. En 1647 George Fox constituyó la Sociedad de Amigos, cuyos miembros fueron conocidos como los cuáqueros. Su doctrina se basaba en la conciencia individual y defendían posturas humanistas revestidas de misticismo individual. Otra secta, los ranters, creían que quienes recibían la gracia divina no podían cometer errores ni tenían que observar las leyes humanas.
La rebelión irlandesa no estaba completamente aplastada y el Rump decidió recobrar el control de Irlanda y vengar la muerte de protestantes. Cromwell atacó en Drogheda a un ejército realista y en Wexford a católicos. La brutalidad de la represión provocó que los irlandeses defendieran encarnizadamente su territorio. En 1652 se llegó a un acuerdo por el que los terratenientes irlandeses fueron sustituidos por protestantes, salvo en la provincia de Connacht. Muchos irlandeses fueron muertos o exiliados e Irlanda fue declarada parte de la Commonwealth.
En 1650 Cromwell atacó Escocia, que hubo coronado Carlos II. Tras la victoria de Dunbar, muchos escoceses fueron asesinados y hechos prisioneros. Cromwell ocupó Edimburgo y Glasgow. En 1651 Cromwell y Lambert derrotaron al resto del ejército realista en Worcester. Todo lo que pudo arrancarse de Escocia fue trasladado a Inglaterra. La unión efectiva con Escocia se realizó en 1654. Se construyeron o repararon 77 grandes barcos y se constituyó una flota permanente.
En 1651, se aprobó la Ley de Navegación para cortar el comercio holandés con Norteamérica. Estalló entonces la primera guerra anglo-holandesa (1652-1654). En 1652 Blake fue derrotado por el holandés Tromp, pero en 1653 venció en Portland y Beachy Head. Con los barcos holandeses capturados, Inglaterra pudo duplicar las cifras de su comercio.
El Rump era muy impopular en el ejército y en todo el país. Cromwell no consiguió las reformas que pretendía y lo disolvió el 20 de abril de 1653.

### El Protectorado (1653-1658)

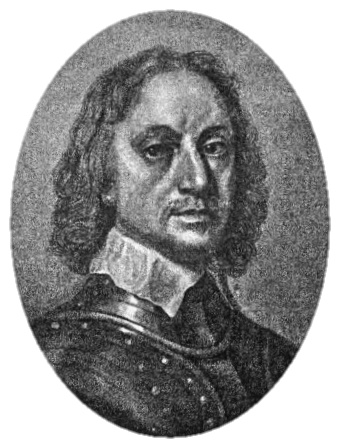
Oliver Cromwell

Cromwell decidió otorgar la autoridad suprema a una asamblea de 140 hombres fieles. La mayoría eran moderados, con una minoría de radicales. Tras cinco meses de altercados, los moderados devolvieron el poder a Cromwell. El ejército tomó el mando, pero Cromwell se negó a presidir el gobierno y encargó a Lambert una nueva constitución. El Instrumento de Gobierno de 1653 instituyó un Gobierno compuesto por el Lord Protector (Cromwell, con todo el poder ejecutivo), el Parlamento y el Consejo. Cromwell rechazó el título de rey. El Instrumento garantizó la libertad de culto a todos menos a los católicos y los episcopalianos, aunque dejaron de ser perseguidos oficialmente e incluso los judíos fueron readmitidos. El poder del Protector estaba sometido a numerosas restricciones, que el propio Cromwell aprobaba. En el Consejo siempre hubo mayoría de civiles. El tamaño del Ejército fue reduciéndose progresivamente. En las elecciones los presbiterianos consiguieron muchos escaños y la situación se hizo inviable. El sistema legal y los gobiernos locales no se alteraron prácticamente y se defendió el orden social vigente.
Finalizada la guerra contra Holanda, Cromwell atacó las colonias de España en el Caribe. Inglaterra se hizo con Jamaica, pero las bajas fueron grandes y el intento se consideró un gran fracaso. Se nombraron generales encargados de ejecutar las leyes que prohibían beber, blasfemar, jurar, etc. Duraron menos de un año y fueron detestados por todos.
Cromwell gobernó de manera arbitraria, encarcelando a gente sin juicio previo. Tras fracasar en el intento de que financiara la guerra contra España, disolvió el Parlamento. Su salud se deterioró rápidamente y nombró sucesor a su hijo Ricardo; murió el 3 de septiembre de 1658.

### Fin de la República (1658-1660)
Entre septiembre de 1658 y diciembre de 1659, el caos político y económico se adueñó del país, mientras los grupos políticos eran incapaces de alcanzar un acuerdo. En el invierno de 1659-1660, todos fueron convenciéndose de que la restauración de la monarquía era el único modo de conseguir la estabilidad. Richard Cromwell era incapaz de sostener el gobierno. El Parlamento despojó al ejército de poder político en abril de 1659. Richard disolvió el Parlamento. El general Monk entró en negociaciones con el príncipe Carlos. En 1660, la República se desmoronó.

### Carlos II (1660-1685)
Carlos II mostró un enorme valor y construyó un régimen de amplia base. Repartió el poder entre los diferentes partidos. Exiliado en Holanda, firmó la Declaración de Breda. Se concedió una amnistía general. El Parlamento se encargaría del problema de la expropiación de tierras, lo que implicaba para los realistas la esperanza de su recuperación. Los independientes podían confiar en una tolerancia religiosa. Por todo ello, el recibimiento de Carlos II en Londres fue multitudinario, por lo que la monarquía inglesa era la más dominante
Mediante la Ley de Amnistía y Olvido, el Parlamento amnistió a todos, salvo a los que habían firmado la sentencia de muerte de Carlos I. La cabeza de Cromwell fue expuesta durante 25 años en un mástil, delante del Parlamento. Once personas fueron ejecutadas públicamente. El Ejército fue desmantelado, tras pagarle lo que se le debía. Se restableció la Cámara de los Lores, con los cual los pares y los obispos volvieron a sus puestos, incluyendo el episcopado escocés. Las tierras de la Iglesia y de la Corona fueron devueltas.
Pese a las intenciones de tolerancia del rey, el Parlamento restauró la supremacía anglicana. En 1661, la Ley de Corporación estableció la desposesión de los funcionarios no anglicanos. Esta Ley continuó vigente hasta 1828. La ley de uniformidad de 1662 exigió que los clérigos fueran ordenados por obispos y que en los servicios religiosos se utilizase solo el Devocionario. La ley de los bonventículos de 1664 prohibió los servicios religiosos que no fuesen anglicanos (a partir de 1670 esta Ley dejó de cumplirse). La ley de la Cinco Millas de 1665 prohibió que los clérigos disidentes vivieran en un radio de cinco millas de las ciudades.
Los ingleses pugnaron con los holandeses por la preponderancia comercial. Desde 1663 las colonias inglesas solo podían importar bienes europeos desde Inglaterra y en barcos ingleses. En 1664 los ingleses tomaron Nueva Ámsterdam, denominándola Nueva York. En 1665 Jacobo, duque de York y hermano de Carlos, derrotó a la escuadra holandesa en Lowestoft. En junio de 1666 la batalla de los Cuatro Días supuso enormes pérdidas para ingleses y holandeses. En ese mismo año Londres se vio atacado por la peste, que se llevó a 56 000 personas. Siguió el gran incendio de Londres. La Corona se vio en la bancarrota. Carlos II comenzó las negociaciones de paz con los holandeses en mayo de 1667 y reunió la flota en Chatham. El almirante holandés De Ruyter aprovechó la ocasión: incendió tres buques y capturó el buque insignia Royal Charles. La guerra concluyó con el Tratado de Breda, e Inglaterra se hizo de forma definitiva con Nueva York y Nueva Jersey, territorios sin importancia en aquel entonces.
Cuando Luis XIV invadió los territorios españoles en los Países Bajos, Inglaterra se alió con los holandeses. Pero Carlos y Luis firmaron el Tratado de Dover. Carlos recibía un subsidio anual mientras durara la guerra y se hacía con parte del imperio holandés. En las cláusulas secretas, Carlos II se comprometió a permitir el catolicismo. En efecto, Carlos declaró la guerra a los holandeses y firmó la Declaración de Indulgencia que permitía los ritos católicos en privado.
En marzo de 1672 el Parlamento obligó a Carlos a cancelar la Declaración y aprobó la Ley de Prueba, por la que todos los que ocupaban un puesto oficial debían comulgar de acuerdo con la Iglesia de Inglaterra y negar la transubstanciación, la cual rigió hasta 1828. El Parlamento se negó a conceder más dinero para la guerra y Carlos firmó la paz con los holandeses en 1674.
En 1678 se produjo un supuesto complot papista: 35 inocentes fueron ejecutados. El Parlamento quiso excluir de la sucesión al duque de York, católico, y Carlos lo disolvió. La Cámara de los Comunes del siguiente Parlamento aprobó un proyecto de ley en el mismo sentido, que fue rechazado por la Cámara de los Lores. El Parlamento quedó nuevamente disuelto. Los exclusionistas se llamaron más tarde whigs y los que se oponían a la exclusión tories. Carlos no convocó el Parlamento entre 1681 y 1685. Tras el frustrado complot de la Casa de Rye, que pretendió el asesinato de Carlos y Jacobo, fueron ejecutados algunos de sus oponentes. Carlos II se convirtió al catolicismo en el lecho de muerte.

### Jacobo II (1685-1689)
Jacobo II no tuvo problemas para acceder al trono, tras prometer gobernar respetando la legislación y manteniendo la independencia de la Iglesia de Inglaterra. Era católico celoso y procuró que los fieles de la Iglesia católica pudiesen celebrar su liturgia abiertamente y participar en la vida política. Su hija María, de religión protestante y casada con el calvinista holandés Guillermo de Orange, era la heredera.
En junio de 1685, el duque de Monmouth, hijo bastardo de Carlos I, invadió Inglaterra desde Holanda. Convenció a los artesanos del oeste del país, donde la industria textil estaba deprimida. Reunió un ejército de 3000 soldados inexpertos, e intentó un ataque por sorpresa sobre Sedgemoor (Somerset). Tras la derrota, fue ejecutado. Esta fue la última rebelión popular en Inglaterra, famosa por la sangrienta represión. Fueron condenados a muerte 300 rebeldes y muchos más fueron deportados.
Jacobo pretendió suprimir la Ley de Prueba, pero el Parlamento no lo admitió. Entonces, recurrió a su prerrogativa para eximir a algunos individuos de las leyes penales. Sustituyó la mitad de los jueces y a 250 jueces de paz por católicos, integró a cuatro católicos en su Consejo Privado y nombró oficiales de esta religión en el ejército. En Irlanda aplicó la misma política. Mientras tanto, llegaban a Inglaterra protestantes perseguidos en Francia.
En abril de 1688, Jacobo promulgó la Declaración de Indulgencia, por la que se suprimieron las leyes penales contra los católicos y los disidentes. En mayo obligó a la lectura de la Declaración en las iglesias. El arzobispo Sancroft y seis obispos se negaron a ello y fueron juzgados, siendo absueltos por el jurado.
El 10 de junio, la reina María dio a luz a Jacobo Francisco Estuardo, abriendo así la posibilidad de una sucesión católica.
Líderes protestantes escribieron a Guillermo de Orange ofreciéndole su apoyo si invadía Inglaterra. Desembarcó en Devon con 20 000 hombres y 500 barcos. El ejército profesional de Jacobo era también de 20 000 hombres y contaba además con una milicia de similar número. Jacobo se trasladó a Salisbury donde enloqueció. John Churchill y el duque de Grafton se pasaron a las fuerzas de Guillermo. Jacobo huyó a Francia. Todos los whigs y la mayoría de los tories apoyaron la concesión del trono a Guillermo y María.

### La Reina Ana y la unión con Escocia (1702-1707)
En 1706 se preparó un proyecto de ley inglés de Unión para Escocia. En teoría, Escocia podría rechazar la propuesta; sin embargo, ¿realmente era una verdadera opción?. Quizá si los escoceses lo rechazaban se arriesgaban a tener que aceptar una oferta mucho menos generosa. Hubo un debate feroz en ambos lados de la frontera sobre los pros y los contras de la unión. Sin embargo, el parlamento escocés acabó estando de acuerdo. Al año siguiente (1707), Inglaterra y Escocia se unificaron como el Reino de Gran Bretaña. Este acto suprimió a Inglaterra y Escocia como reinos separados, creando un reino que comparte un Parlamento con sede en Westminster conforme al Acta de Unión de 1707 (Union Act of 1707). La reina Ana se convirtió en la primera reina «británica». Escocia envió entonces 45 diputados al Parlamento de Westminster. Desde un punto de vista económico, se abría un área de libre comercio entre ambos países. Sin embargo, ciertas instituciones escocesas e inglesas no se fusionaron en el sistema británico: las leyes permanecieron separadas, como ocurrió con la moneda y las iglesias —por un lado, la presbiteriana escocesa; y por el otro, la anglicana—, tal como continúan hoy.